# Mr. Potato Head
En Mr. Potato Head er et legetøj bestående af en plastikmodel af en kartoffel, der kan dekoreres med en række plastdele, der kan fastgøres til hovedlegemet. Den blev opfundet af George Lerner fra Brooklyn i New York City i 1949.